# Suurisaari (ö i Finland, Norra Savolax, Inre Savolax, lat 62,70, long 27,21)
Suurisaari är en ö i Finland. Den ligger i sjön Pasko-Petäinen och i kommunen Suonenjoki i den ekonomiska regionen  Inre Savolax ekonomiska region  och landskapet Norra Savolax, i den centrala delen av landet, 300 km norr om huvudstaden Helsingfors. Öns area är 1,4 hektar och dess största längd är 240 meter i sydöst-nordvästlig riktning.